# Paracentropogon longispinis
El Paracentropogon longispinis es una especie de pez pequeño que pertenece a la familia Scorpaenidae. Se encuentra en el océano Indo-Pacífico occidental.

## Características físicas
Tiene un tamaño de hasta 5 cm con un cuerpo comprimido lateralmente, dotado de una aleta dorsal a partir de la parte superior de la cabeza hasta su incorporación a prácticamente la base superior de la aleta caudal. Cuando la aleta dorsal se extiende, se ve como una cresta dentada. Las espinas de la aleta dorsal son venenosas. Se conserva en el sustrato y se mueve por medio de sus aletas pectorales. El color del cuerpo es principalmente de color rojo-marrón con una o dos manchas blancas encima de la línea lateral y parece que "tiene" una máscara de color blanco brillante a partir de la parte superior de su cabeza hasta el labio inferior. Su aspecto es algo similar al Ablabys taenianotus.

## Hábitat, comportamiento y dieta
Vive sobre arena, fondos limosos o escombros, y también en los campos de zosteráceas con una profundidad de 0.6 metros hasta 18.6 metros. Se alimenta de camarones y otros pequeños crustáceos que pasan cerca de su boca.